# 皮尔戈斯 (圣托里尼)

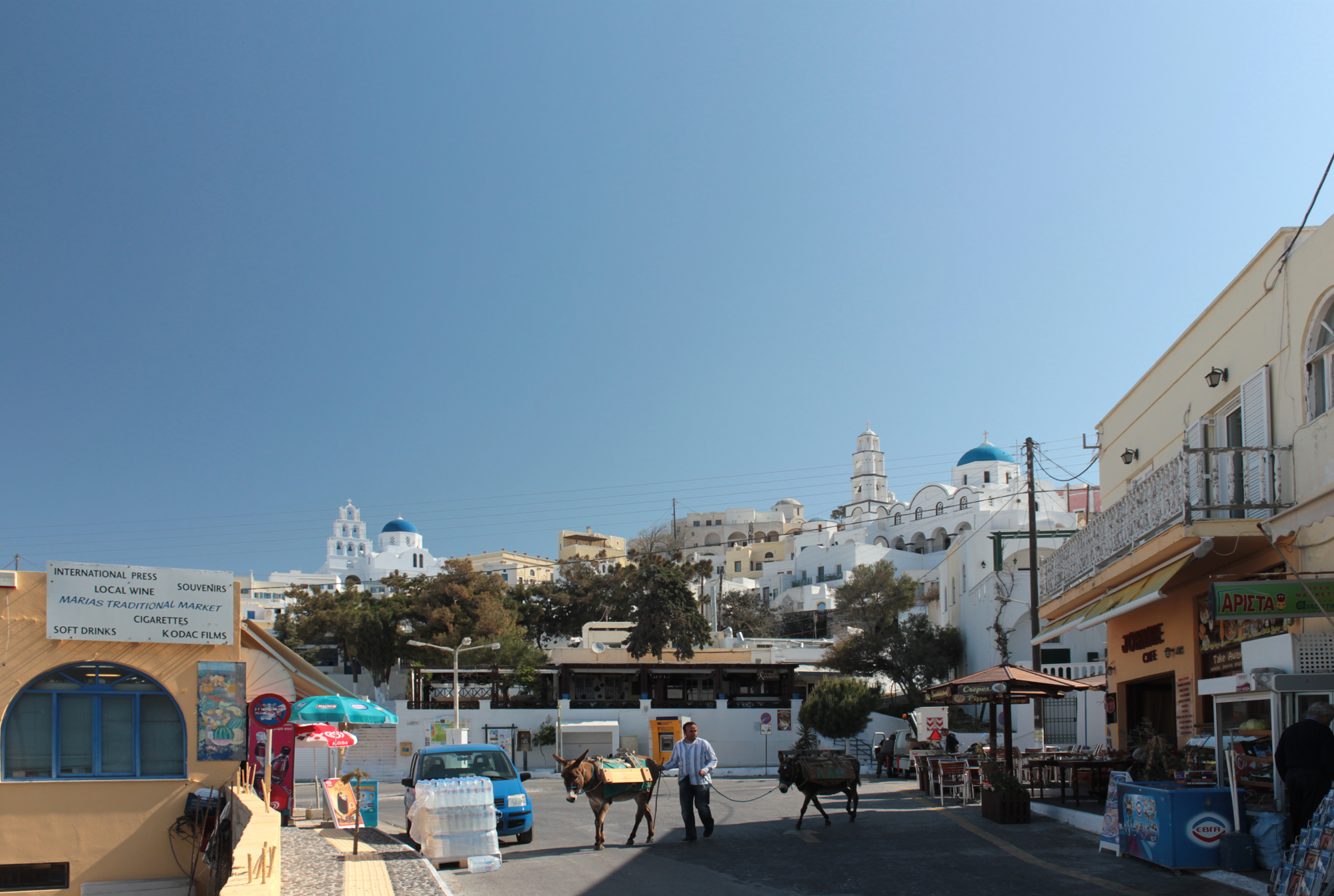

皮尔戈斯（羅馬化：Pyrgos Kallistis，直译：美丽的塔），是希腊爱琴海基克拉泽斯群岛中圣托里尼岛的一个村庄。行政上隶属于南愛琴大區錫拉專區锡拉市镇费拉市区。距离首府费拉约7公里。人口912人（根据2011年人口统计）。
村落位于山上，呈半圆形，能够欣赏到圣托里尼几乎所有方向的壮丽景色。在山顶有威尼斯共和国城堡的废墟，曾经是岛上的行政中心。皮尔戈斯是一个典型的中世纪村落，拥有迷宫般的狭窄街道，城墙和隐藏的巷道。

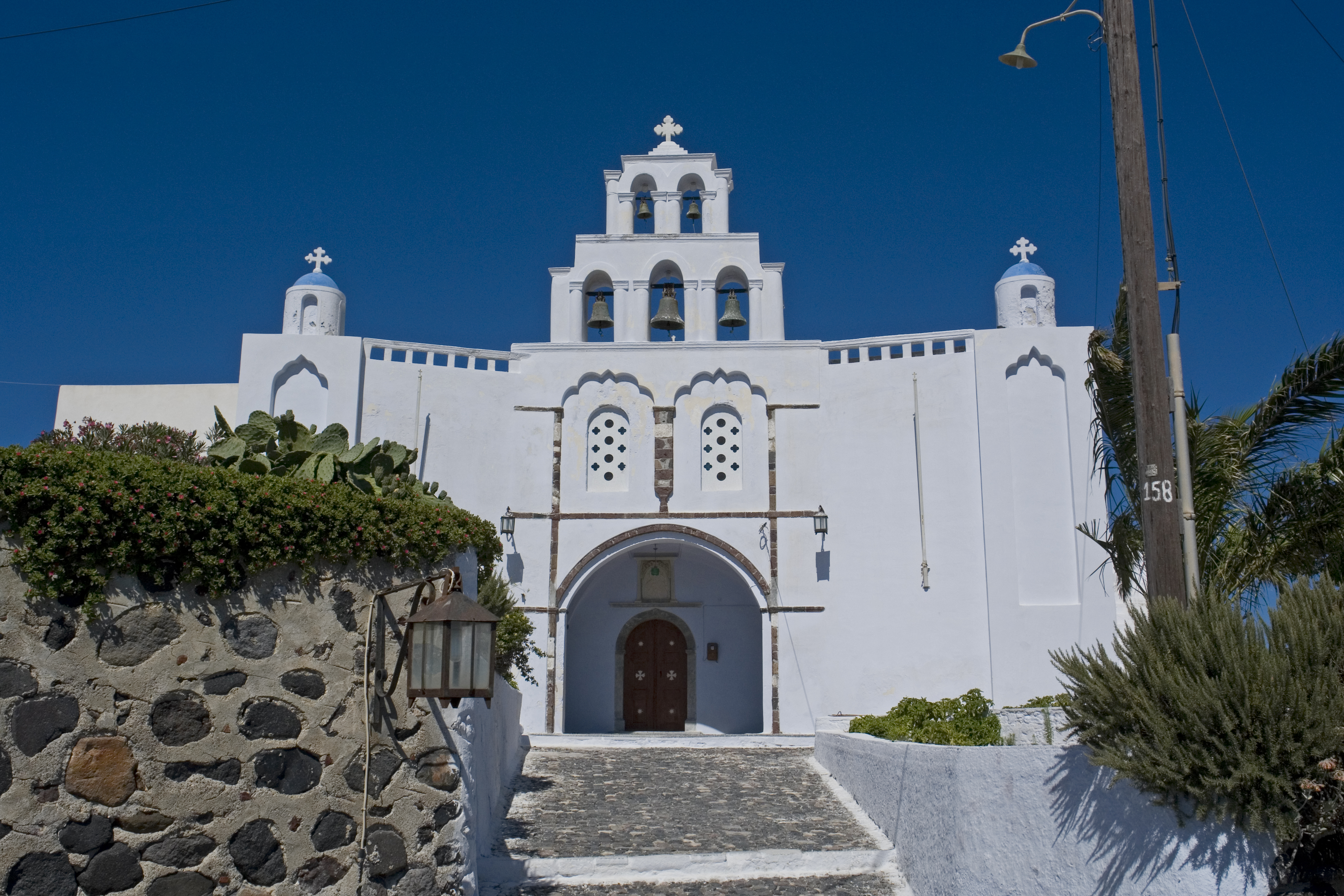
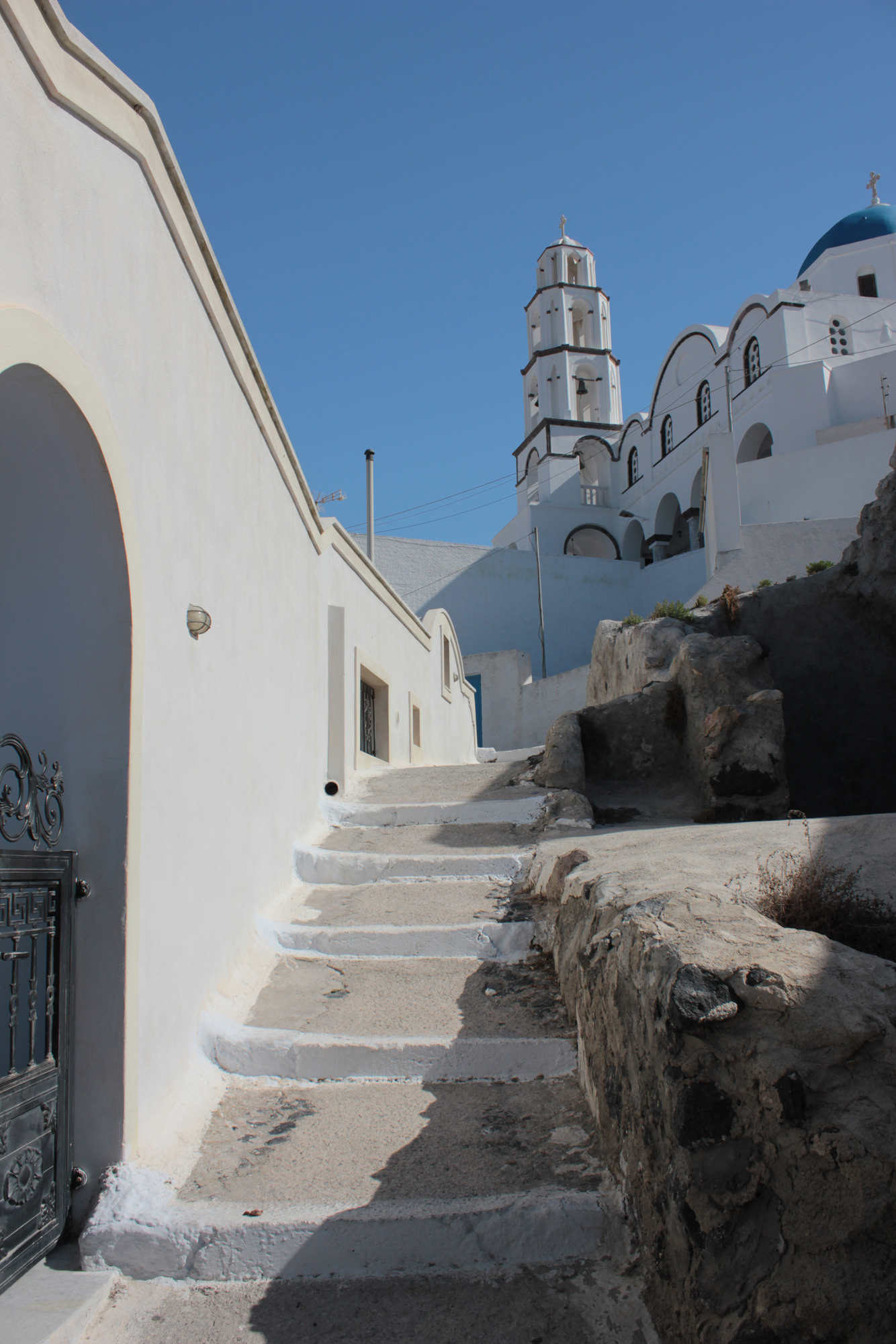
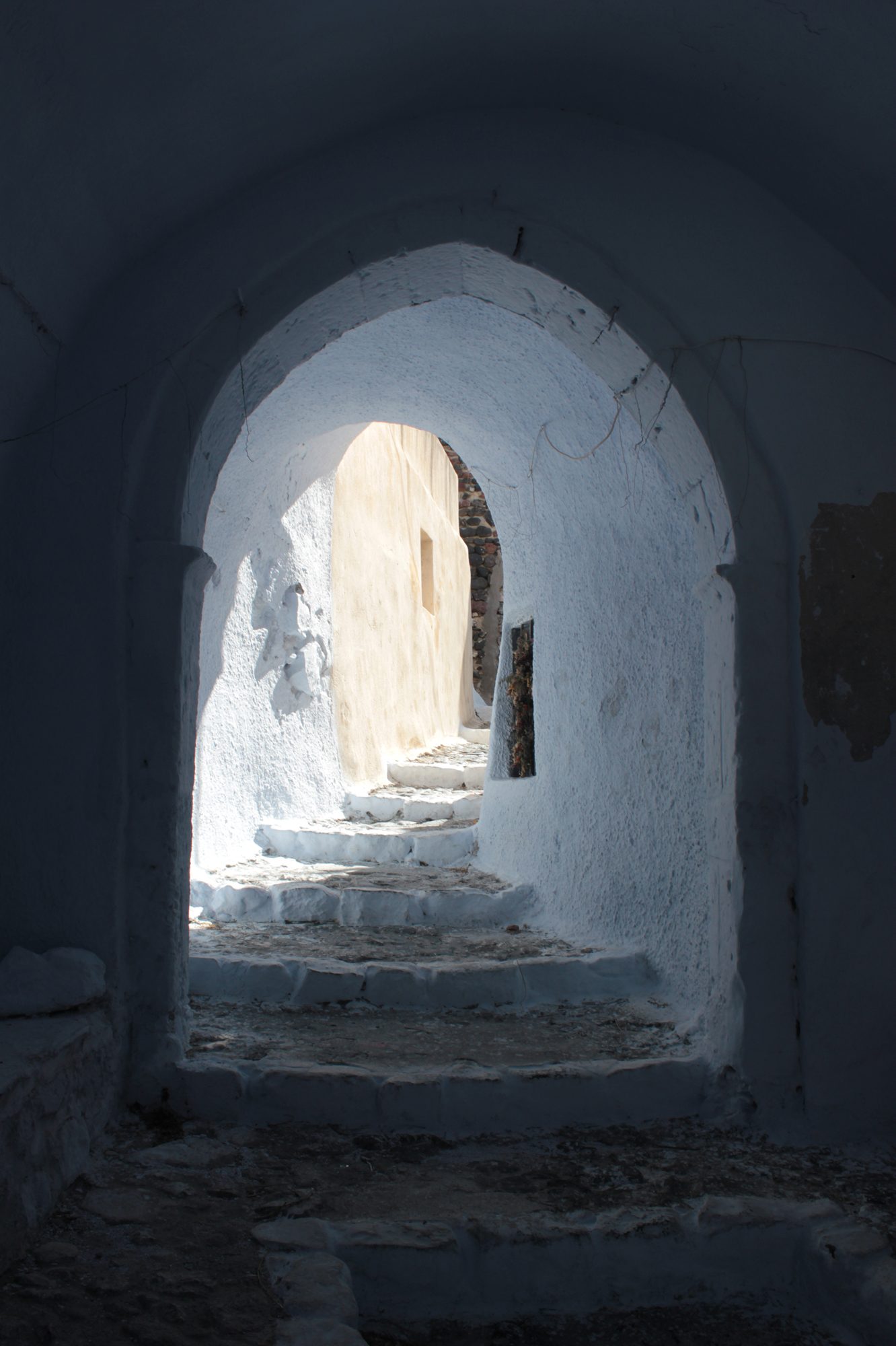
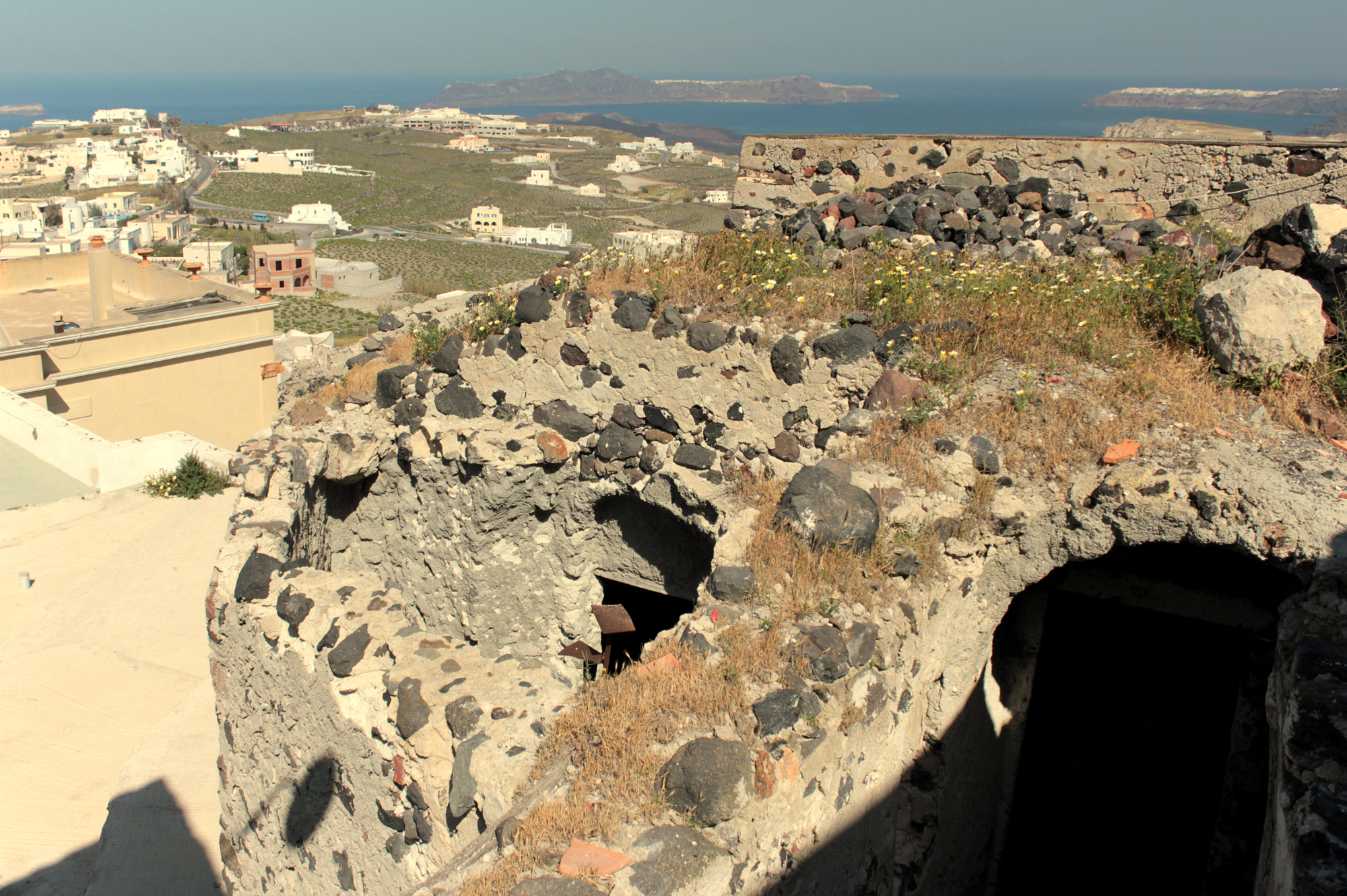
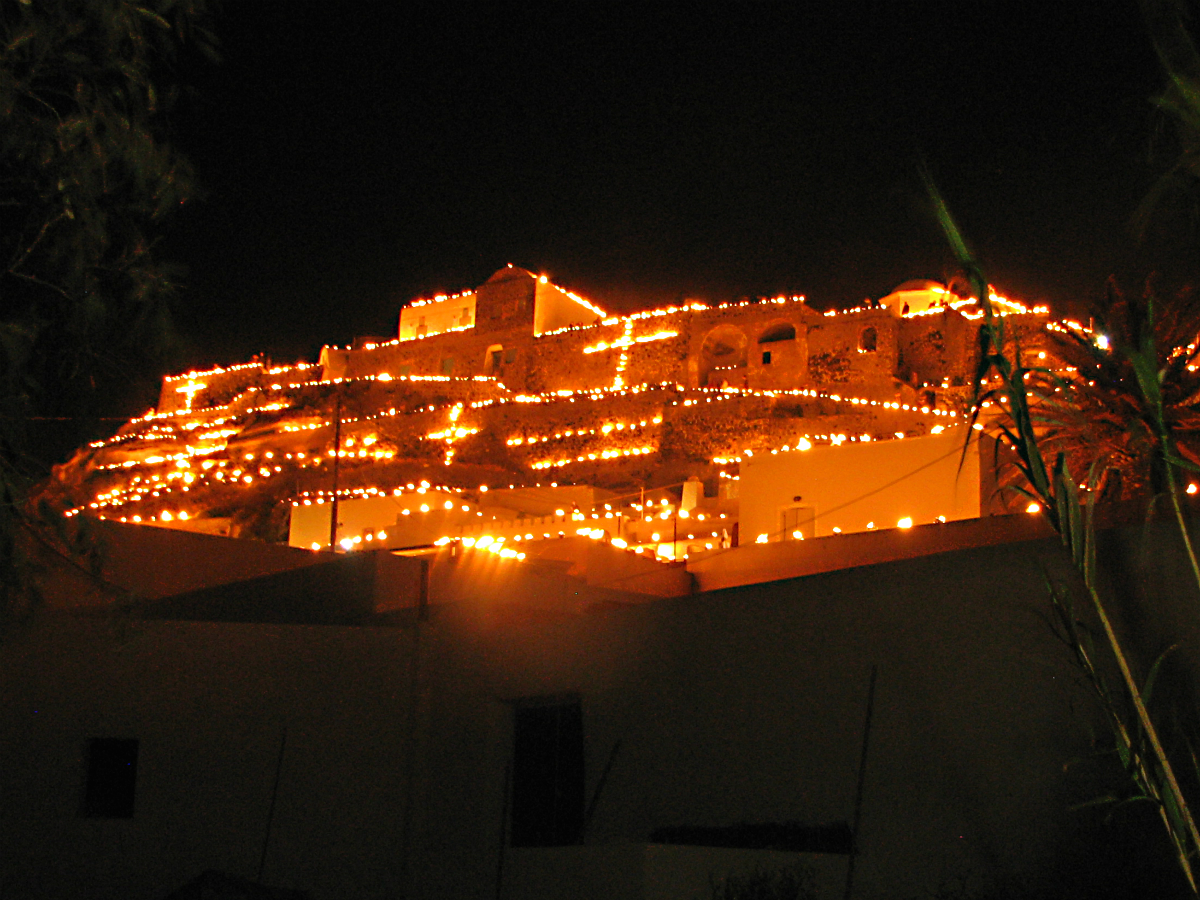